# アイウォーケン
アイウォーケン（I Wor Kuen、義和拳、通称IWK）は、1970年代に活動していた中国系アメリカ人の政治団体。ニューヨークで結成され、都市部のチャイナタウンに居住する中国系アメリカ人の地位向上を目的として活動した。IWKはチャイナタウンを中国人にとってのゲットーとみなし、1970年2月に機関紙｢団結報｣の第一号を出版した。
1972年にカリフォルニア州を基盤として活動していた中国系の政治団体紅衛党と合併し、組織名はIWKのまま単一の全国的革命組織となった。1978年にはヒスパニックの政治団体である8月29日運動と合併して革命闘争同盟となった。
IWKはブラックパンサー党の大きな影響を受けており、同党の側もIWKを支援する声明を出している。
党名は1899年に中国で義和団の乱を起こした義和団に由来し、思想的には毛沢東主義の影響を受けていた。